# Диодор Тарсијски
Диодор из Тарса (јез-гр Διοδωρος ο Ταρσευς) је хришћански теолог из 4. века, светитељ Асирске цркве Истока и један од њена „три грчка учитеља“. Диодорова теологија, као и већина теолога тог времена, тиче се многих аспеката хришћанског живота. Посебно је Диодор познат као реформатор монаштва, апологета хришћанства, који га је бранио од антихришћанске политике Јулијана Отпадника, и егзегет који је написао тумачења готово свих књига Библије.

## Биографија
Диодор је рођен у племићкој породици -  паганских свештеника поклоника Зевса, судећи по његовом имену и оптужби Јулијана Отпадника, који га је лично познавао, за издају паганских богова. Име се може објаснити чињеницом да су стоици, укључујући атеисте и хришћане, звали логоса Зевс - можда у предграђу Антиохије . Пошто је стекао класично философско образовање у школи у Атини (где је учио заједно са Василијем Великим, Григоријем Богословом и Јулијаном Отпадником), врло брзо након дипломирања примио је монаштво или се најпре придружио полу-монашком братству лаика, која је деловала по обичају Цркве Истока пошто је у Антиохији било много хришћанских избеглица из Ирана. Диодору је теологију предавао Јевсевије из Емеса. За време владавине Јулијана Отпадника, Диодор је написао низ списа и филозофских расправа против покушаја да се обнови паганство у царству. Као доследан бранилац Никејског символа вере, Диодор се није потчинио аријанском епископу Леонтију и заједно са својим пријатељем Флавијаном (који ће касније постати епископ Антиохије на препоруку Диодора) подржавао је православље ван антиохијских зидина. Постоје сведочанства да се управо у службама тог времена у предграђу Антиохије појавило антифоно певање, које је касније постало широко распрострањено у Цркви. У Антиохији је Диодору био покровитељ патријарх Мелетије, испрва умерени позни полуаријанац, противник и аријанаца и крајности покојних аријанаца, који је потом добио одлучујућу подршку никејског крила Цркве. 361. године, после свргавања Мелетија, у Антиохији су била два аријанска и два никејска епископа . Један од епископа Никеје био је Мелетије, свргнут од аријанаца, и он је рукоположио Диодора у свештенство. Диодор је био доследан присталица не само никејског учења, већ и Мелетија, и активно се бавио организационим активностима у Антиохији. Тако је Диодор за време свог свештенства основао манастир и катихетску школу у близини Антиохије. Захваљујући овој школи Диодор је постао ментор и богослову и литургичару Теодору Мопсуестијском (контроверзном у његовој христологији), и несумњиво бриљантном православном проповеднику Светом Јовану Златоустом, будућем архиепископу цариградском. Христологија и егзегеза Диодорове школе биће развијена и донекле трансформисана у антиохијској теолошкој школи. Међутим, осуђен на Сабору у Ефесу 431. године, Несторије ће довести до крајности христолошко богословље ученика Диодора Теодора Мопсуестијског.
Године 372. Диодора је протерао аријански цар Валент и емигрирао је у Јерменију. Диодор се враћа из изгнанства после Валентове смрти 378. године, а његов пријатељ Василије Велики, архиепископ Цезареје, хиротонише Диодора за епископа. Као доследан „Никејац”, Диодор постаје епископ Тарса, родног града апостола Павла.

## Диодорова теологија
Као епископ Тарса, Диодор је наставио да се активно супротставља и аријанизму и аполинаризму, бранећи тврдњу да је Исус Христ био и потпуно Бог и потпуно човек. Диодор је имао кључну улогу на Помесном сабору у Антиохији 379. године, био је један од учесника Другог васељенског сабора у Цариграду 381. године. Након смрти свог ментора Мелетија, Диодор је препоручио свог пријатеља Флавијана за свог наследника.
Упркос чињеници да је Други васељенски сабор уврстио Диодора у списак отаца сабора, а Теодосије I Велики назвао је Диодора „борцем за веру“, Диодорову христологију су накнадно осудиле мијафизитске цркве, тврдећи да је теологија наследство Кирила Александријског. Ово због чињенице да је за Теодосијево време било важно бранити никејски символ вере, док се касније заоштрило питање односа две природе у Христу. Кирило Александријски је био изузетно оштар у осуди Диодорових ставова по овом питању. На основу јеванђелског лика Христа, практични и трезвени противник алегорија Диодор је тврдио да се божанска и људска природа не мешају . Специфичност Диодорове христологије сада је тешко повратити, пошто су његова сачувана дела потпуно спојена са текстом бројних коментатора; највећим делом може се судити из каснијег рада његових ученика и присталица Антиохијске школе. По свој прилици, Диодор је веровао да Бог Реч обитава у појединој личности Исуса, да Божанство обитава у Христу не у суштини, већ ипостасно; не природно, него морално, да тако кажем, у додиру са човечством .